# ローザ・ルクセンブルグ (バンド)
ローザ・ルクセンブルグは、1980年代に活動していた日本のロック・バンド。その後、BO GUMBOSを結成するどんとが在籍していた。

## 来歴
1983年、玉城とどんとが京都のライブハウス「拾得」で知り合ったことをきっかけに結成。バンド名の由来は同名の思想家。
1984年、NHKのコンテスト『YOUNG MUSIC FESTIVAL』に、後のデビュー曲となる「在中国的少年」を引っ提げ出場、審査員の矢野顕子・細野晴臣らに絶賛され金賞を受賞、注目を浴びる。
1986年、シングル「在中国的少年」アルバム『ぷりぷり』でミディからデビューする。「在中国的少年」はNHKのコンテストの受賞曲であるが、レコーディングの際に加えられた間奏での「○○アル」という協和語の語りが差別的であるとしてNHKでは放送自粛となった。
ルーツ・ミュージックに傾倒するどんと、永井、ロック志向の玉城の間で音楽性の相違を理由にする軋轢が生まれ、1987年8月、Shibuya eggmanでのライブを最後に解散。翌月、そのライヴの模様を完全収録したアルバム『LIVE AUGUST』が発表。いくつかの楽曲はBO GUMBOSのレパートリーとして引き継がれている。

## メンバー
久富隆司（どんと 1962年8月5日 - 2000年1月28日）
ヴォーカル、ギター、ハーモニカ
ローザ・ルクセンブルグ解散後、永井と共にBO GUMBOSを結成。
玉城宏志（1958年3月4日 - ）
ギター、ヴォーカル
解散後ソロアルバム『STRATRED』をリリース、現在はマチルダ・ロドリゲスで活動。
永井利充（1961年10月23日 ‐ ）
ベース、ボーカル
BO GUMBOS解散後、Dr.TOSH & LOVE Jで活動。
三原重夫（1960年2月3日 - ）
ドラム
解散後、メトロファルス、ルースターズ、ザ・スターリンなどでドラマーとして活動。
現在はドラム調律師として数多くのバンドに関わっている。

## ディスコグラフィー
シングル
1. ROSA LUXEMBURG（1984年6月2日）自主制作ソノシート
2. 在中国的少年（1986年2月21日）
3. さいあいあい（1986年12月20日）

オリジナル・アルバム
1. ぷりぷり（1986年2月21日）
2. ROSA LUXEMBURG II（1986年12月20日）

ミニ・アルバム
- STAY BUT EAT（1987年7月21日）

ライブ・アルバム
- LIVE AUGUST（1987年9月5日）

ベスト・アルバム
- ポンパラス The Best of ROSA LUXEMBURG（1989年10月21日）

ボックス・セット
- ローザ･ルクセンブルグ コンプリート･コレクション（2013年7月10日）

映像作品
- ROSA LUXEMBURG 1987.8.5（1987年）
  - 2005年10月26日、「ラストツアー! 昭和62年8月5日渋谷エッグマン」としてDVD化され再発。
- ローザ・ルクセンブルグ ラスト・ツアー（2013年9月18日）
  - 「ラストツアー! 昭和62年8月5日渋谷エッグマン」に特典映像を追加したもの。

参加作品
- 都に雨の降る如く（1985年2月1日、巻上公一プロデュース）
  - 「おしり」、「遠い山々」
- BEAT EXPRESS Vol.1（1986年11月27日）
  - 「さいあいあい」

## CM
- セブンイレブン「寄ってからピクニック」篇（1986年）

蝶を模した衣装を着たメンバーが「セブンイレブンのハンバーガーが、生まれ変わったんだ!ピクニックだ!」と言い楽器を鳴らす演出